# Юдино (Колпашевський район)
Ю́дино (рос. Юдино) — присілок у складі Колпашевського району Томської області, Росія. Входить до складу Новоселовського сільського поселення.

## Населення
Населення — 98 осіб (2010; 161 у 2002).
Національний склад (станом на 2002 рік):
- росіяни — 98 %